# Guarany Futebol Clube
Il Guarany Futebol Clube, noto anche come Guarany de Bagé o semplicemente come Guarany, è una società calcistica brasiliana con sede nella città di Bagé, nello stato del Rio Grande do Sul.

## Storia
Il 19 aprile 1907, il Guarany venne fondato da undici amici a Praça da Matriz. Il club prende il nome dall'opera chiamata "Il Guarany" di Carlos Gomes. Carlos Garrastazú, uno dei fondatori del club, è stato il primo presidente del Guarany.

## Palmarès

### Competizioni statali
- Campionato Gaúcho: 2

1920, 1938
- Campeonato Gaúcho Divisão de Acesso: 2

1969, 2006
- Campeonato Gaúcho Série B: 2

1999, 2016